# Kortesjärvi (sjö i Södra Österbotten, lat 63,20, long 23,15)
Kortesjärvi är en sjö i Finland. Den ligger i kommunen Kauhava i landskapet Södra Österbotten, i den centrala delen av landet, 300 km norr om huvudstaden Helsingfors. Kortesjärvi ligger 66 meter över havet. Arean är 42,8 hektar och strandlinjen är 3,98 kilometer lång. Sjön  ingår i Purmo å huvudavrinningsområde.   I omgivningarna runt Kortesjärvi växer i huvudsak blandskog.